# Masoveria de Can Coromina
Can Coromina és una masia de Premià de Dalt (Maresme) inclosa a l'Inventari del Patrimoni Arquitectònic de Catalunya.

## Descripció
Edifici civil. Masia de petites dimensions, de planta rectangular, baixos i un pis. Coberta per una teulada de dues vessants amb el carener perpendicular a la façana. Conserva l'estructura original, però la façana ha estat modificada amb noves obertures. En el conjunt cal destacar el portal rodó dovellat, amb una inscripció a la dovella clau: "Ioan Losel 1662". Al damunt hi ha una finestra que conserva la llinda, els brancals i l'ampit realitzats amb carreus de pedra, però la de la dreta no conserva els brancals.
A l'interior destaca l'estrella mostrejada de l'escala, utilitzada com a gelosia.